# Chihayafuru Part 1
Chihayafuru Part 1 (ちはやふる 上の句) è un film del 2016 scritto e diretto da Norihiro Koizumi e interpretato da Suzu Hirose, Shūhei Nomura, Mackenyu, Kamishiraishi, Yūma Yamoto, Yūki Morinaga, Hiroya Shimizu, Miyuki Matsuda e Jun Kunimura. È il primo dei tre adattamenti cinematografici live action della serie manga Chihayafuru - Il gioco di Chihaya, scritto e illustrato da Yuki Suetsugu. Il film è stato distribuito in Giappone da Toho il 19 marzo 2016. ll film ha avuto due seguiti Chihayafuru Part 2, pubblicato in Giappone il 29 aprile 2016 e Chihayafuru Part 3 pubblicato in Giappone il 17 marzo 2018.

## Trama
Nella scuola elementare, Chihaya Ayase forma un legame, attraverso il karuta competitivo, con due dei suoi compagni di classe di Tokyo; recente studente di trasferimento Fukui Arata Wataya e Taichi Mashima, il suo amico d'infanzia. Arata è una prodigiosa giocatrice di karuta il cui sogno è quello di diventare Meijin, il campione di karuta della divisione maschile in Giappone, equivalente al titolo di regina della divisione femminile. Crede che Chihaya abbia il potenziale per diventare un grande giocatore. Ispirato, Chihaya si impegna in un nuovo sogno, diventando il miglior giocatore di karuta del Giappone. Non contenti di partecipare solo al torneo della loro scuola, il trio si unisce e si unisce a una società karuta locale. Si separano presto, alla fine della scuola elementare, quando Arata torna a Fukui mentre Taichi e Chihaya si iscrivono a diverse scuole medie. Ma non prima di promettersi l'un l'altro di rimanere connessi attraverso Karuta. Nel suo primo anno di liceo, Chihaya, ossessionata dal karuta, si riunisce con Taichi, quando sta reclutando studenti per unirsi a lei per le competizioni di karuta. Insieme, formano il Mizusawa Karuta Club. La partecipazione ai tornei consente loro di riconnettersi con Arata. All'insaputa di Chihaya, i due ragazzi si sono innamorati di lei. Con i suoi compagni di squadra e amici che la sostengono, Chihaya continua a lottare per diventare la migliore giocatrice di karuta del mondo, mentre stringe relazioni con altri giocatori.

## Personaggi
- Chihaya Ayase interpretata da Suzu Hirose
- Taichi Mashima interpretato da Shūhei Nomura
- Arata Wataya interpretato da Mackenyu
- Kanade Ōe interpretato da Mone Kamishiraishi
- Yūsei Nishida interpretata da Yūma Yamoto
- Tsutomu Komano interpretato da Yūki Morinaga
- Akihito Sudō interpretato da Hiroya Shimizu
- Shinobu Wakamiya interpretato da Mayu Matsuoka
- Taeko Miyauchi interpretato da Miyuki Matsuda
- Harada Hideo interpretato da Jun Kunimura
- Hiro Kinashi interpretato da Ryōtarō Sakaguchi
- Chitose Ayase interpretata da Alice Hirose
- Hajime Wataya interpretato da Masane Tsukayama

## Produzione
Il film è stato girato nel santuario Omi nella prefettura di Shiga. La sigla del film è "FLASH" del gruppo giapponese Perfume. Le colonne sonore originali sono composte da Masaru Yokoyama.

## Distribuzione
La data di uscita del film è stata annunciata nel dicembre 2015 per il 19 marzo 2016.

## Accoglienza

### Incassi
Il film ha raggiunto il quarto posto per ingressi al botteghino giapponese nel suo weekend di apertura, con 146.299 spettatori e un incasso di ¥ 179 milioni.

## Sequel
Un sequel, intitolato Chihayafuru Part 2, è stato rilasciato in Giappone il 29 aprile 2016. Un altro sequel Chihayafuru Part 3 e l'ultimo film della trilogia, ed è stato rilasciato il 17 marzo 2018.

## Riconoscimenti
| Anno | Premiazione                          | Categoria                        | Destinatari      | Risultato |
| ---- | ------------------------------------ | -------------------------------- | ---------------- | --------- |
| 2016 | 41° Hochi Film Award                 | Miglior film                     | Chihayafuru      | Nominato  |
| 2016 | 41° Hochi Film Award                 | Miglior regista                  | Norihiro Koizumi | Nominato  |
| 2016 | 41° Hochi Film Award                 | Miglior attrice                  | Suzu Hirose      | Nominato  |
| 2016 | 41° Hochi Film Award                 | Miglior attrice non protagonista | Mayu Matsuoka    | Nominato  |
| 2016 | 41° Hochi Film Award                 | Miglior artista emergente        | Mayu Matsuoka    | Nominato  |
| 2016 | 41° Hochi Film Award                 | Miglior artista emergente        | Mackenyu         | Nominato  |
| 2017 | 40º Premio dell'Accademia Giapponese | Miglior attrice                  | Suzu Hirose      | Nominato  |
| 2017 | 40º Premio dell'Accademia Giapponese | Esordiente dell'anno             | Mackenyu         | Vinto     |